# Bud Powell

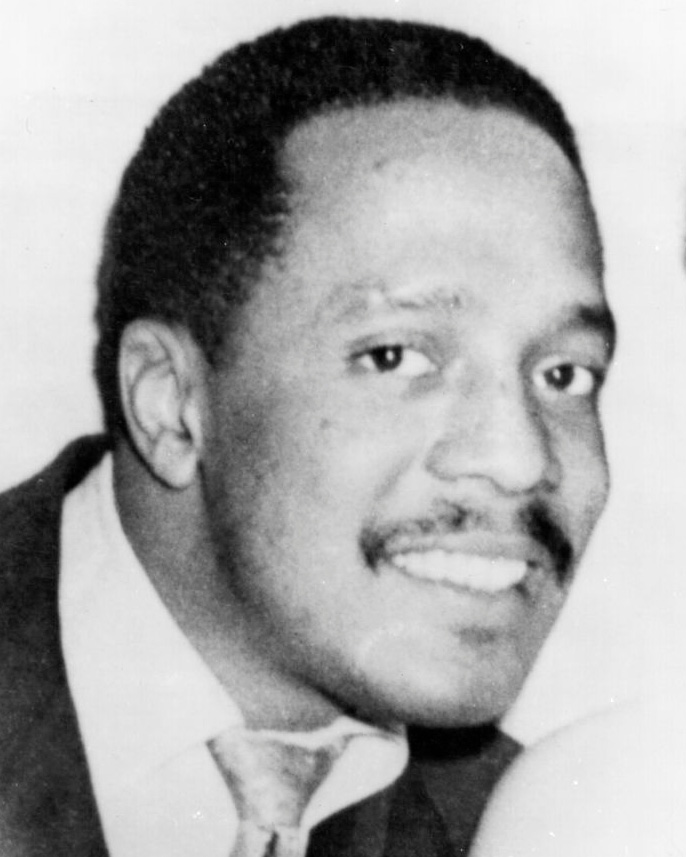
Bud Powell (1953)

Earl Rudolph „Bud“ Powell (* 27. September 1924 in Harlem, New York City; † 31. Juli 1966 in New York City) war ein US-amerikanischer Jazz-Pianist. Er gilt als einer der führenden Begründer des modernen Jazzklaviers.

## Werdegang
Powells jüngerer Bruder Richie spielte ebenfalls Piano, ebenso wie sein Schulfreund Elmo Hope. Seine ersten musikalischen Erfahrungen sammelte Powell, indem er sich mit der klassischen Pianoliteratur auseinandersetzte. Er spielte Bach, Chopin und Debussy und erregte schon bald die Aufmerksamkeit vieler Jazz-Musiker. Art Tatum und James P. Johnson zählten zu seinen Vorbildern. Powells Großvater war Gitarrist und spielte Flamenco, sein Vater war ein guter Stride-Pianist und sehr stolz auf seinen Sohn. Er erlaubte ihm mit 15 Jahren die Schule zu verlassen und als professioneller Pianist in der Band von Buds älterem Bruder William einzutreten. Schon bald hatte er in Minton’s Playhouse Kontakt mit der Bebop-Szene um Charlie Parker und Dizzy Gillespie. Hier traf er auch auf den Pianisten Thelonious Monk, der ihn unter seine Fittiche nahm und mit dem ihn später eine tiefe, lebenslange Freundschaft verband. Monk widmete Powell später die Komposition In Walked Bud. Powell war der erste Pianist, der sich traute, Monks Kompositionen nachzuspielen.
Anfang der 1940er Jahre spielte Powell in verschiedenen Bands, darunter in der von Cootie Williams. Hier hatte er auch seine erste Studiosession, bei der mit ’Round Midnight auch ein Song von Monk aufgenommen wurde. Es war die erste Einspielung einer Komposition von Monk. Weitere Aufnahmen mit Frank Socolow, Dexter Gordon, J. J. Johnson, Sonny Stitt, Fats Navarro und Kenny Clarke folgten. 
Seine ersten Aufnahmen in der Rolle des Bandleaders machte er 1947 mit Curly Russell und Max Roach. Diese Platte wurde aber erst zwei Jahre später veröffentlicht. Eine weitere Aufnahme entstand im selben Jahr mit Parker, Miles Davis, Tommy Potter und Roach, bevor er im November 1947 in die Psychiatrische Klinik Creedmore eingeliefert wurde, wo er über ein Jahr blieb und mit Elektroschocks behandelt wurde, was schwere Gedächtnisverluste zur Folge hatte. Die Ursachen für seine Krankheit sind nicht genau bekannt, aber es ist sicher, dass er 1945 von einigen Polizisten verprügelt worden war. Laut Miles Davis’ Autobiografie fand eine starke Verletzung 1945/1946 statt, als er zusammengeschlagen wurde. Jedenfalls ab ungefähr 1947 findet man weniger gute Aufnahmen von ihm als vorher. Zuvor war er aber auch schon durch seltsames Verhalten aufgefallen. Sicher ist, dass er Alkoholiker war und schon kleine Mengen Alkohol bei ihm zu aggressivem Verhalten führen konnten.
Die Aufnahme Sonny Stitt/Bud Powell/J.J. Johnson von 1949 mit dem Sonny Stitt Quartett auf Prestige gibt noch einmal einen guten Eindruck der Hochzeit des melodiösen Bebop mit Stitt am Tenorsaxofon.
Die erste Session bei Blue Note Records hatte Powell im August 1949, zusammen mit Fats Navarro, Sonny Rollins, Powell, Tommy Potter and Roy Haynes. Eine zweite war im Trio mit Russell und Roach, welche vom Literaturkritiker Harold Bloom in seine Liste der wichtigsten Kunstwerke des 20. Jahrhunderts aufgenommen wurde. Die mehr als ein Dutzend Aufnahmen für Norman Granz spielte er meist solo oder im Trio mit wechselnden Musikern. In den 1950er Jahren machte Powell hauptsächlich Aufnahmen für Blue Note und Verve, unterbrochen von einem zweiten Aufenthalt in der Psychiatrie Ende 1951 bis Anfang 1953 und einer Verhaftung wegen Besitzes von Marihuana. Er wurde nach seiner Verhaftung in die Obhut von Oscar Goodstein übergeben, dem Besitzer des Birdland. Er widmete dieser Zeit bei Goodstein, die er offenbar als Quasi-Haft empfand, die Komposition Glass Enclosure. Durch Medikamente begann sein Stern langsam zu sinken und man kann wohl sagen, dass seine Aufnahmen vor 1954 die besseren waren, seine Kompositionen hingegen behielten auch in den späten 1950ern ihre Qualität. Der Tod seines Bruders Richie Powell 1956 bei einem Autounfall, bei dem auch Clifford Brown ums Leben kam, drängte ihn weiter in die psychische Isolation.
Mit 30 Jahren hatte Bud Powell seinen Zenit überschritten und war ein kranker, verbrauchter Mann. Die meiste Zeit war er in sich gekehrt und nahm kaum Anteil an seiner Umgebung. Er hatte so gut wie keine Freunde, brauchte aber, außer wenn er am Klavier saß, ständige Fürsorge. Die bekam er noch lange von seiner Mutter, die ihm bei seinen psychischen Problemen allerdings auch nicht helfen konnte. Eine weitere Hilfe (oder auch nicht, wenn man den Geschichten über sie nicht glaubt) war Altevia „Buttercup“ Edwards, die behauptete seine Ehefrau zu sein, und auch in Paris vieles für Bud Powell arrangierte.
Nach Paris ging Powell 1959, da der Rassismus in den USA ihm das Leben schwer machte. Er blühte hier merklich auf und spielte mit Pierre Michelot und Kenny Clarke in einem Trio. Sein Auftritt auf dem Essener Jazz Festival 1960 zusammen mit Clarke, Oscar Pettiford und (bei einigen Stücken) Coleman Hawkins ist besonders erwähnenswert. Er nahm im Dezember 1961 zwei Alben für Columbia Records auf: A Portrait of Thelonious und A Tribute to Cannonball (Cannonball Adderley ist hier gemeint). 
Einem französischen Jazzfan, Francis Paudras, der ihn liebevoll betreute und später seine Zeit mit Powell auch niederschrieb, widmete er das Stück Una Noche Con Francis. Paris machte Powell für das Naiv-Sentimentale empfänglich, und seine Kompositionen wurden „hörfreundlicher“, mal hispanisch gefärbt, mal klassizistisch. Durch eine schwere Tuberkulose musste Powell 1964 seinen Aufenthalt in Paris beenden. Er kehrte zusammen mit Paudras nach New York zurück und konnte im Birdland ein letztes großes Comeback feiern. Bud Powells Krankheit führte schließlich zu einer Einlieferung ins Brooklyns Kings County Hospital. Er litt an einer Kombination von Tuberkulose, Unterernährung und Leberversagen aufgrund seines Alkoholmissbrauchs. Er verstarb im Krankenhaus.
Bud Powells Art, Klavier zu spielen, stellte die bisherige Tradition des Jazzpianos auf den Kopf. Sein funkensprühender Sound und die brillant aggressive Rhythmik kamen Parkers emotionaler Botschaft und der meisterlichen Beherrschung seines Instrumentes so nahe, wie dies auf einem Klavier möglich war. Er lieferte sich mit Charlie Parker, einem der bekanntesten Bebop-Altsaxophonisten, regelrechte Wettkämpfe. Sein Spiel war virtuos, hatte aber auch etwas aufreizend Nervöses.
20 Jahre nach seinem Tod inspirierte die Geschichte von Bud Powell den Regisseur Bertrand Tavernier zu dem Film ’Round Midnight (dt. Titel Um Mitternacht), in dem Dexter Gordon die Rolle eines schwierigen und kranken Künstlers spielt. Dexter Gordon war Tenorsaxophonist, was die doppelte Widmung des Filmes (an Bud Powell und Lester Young) erklärt. Als Grundlage für den Film diente das Buch von Paudras.

## Diskografie (Auswahl)
- Charlie Parker Memorial, Vol. 1 (Savoy, 1947/48)
- The Genius of Bud Powell; 1949–51 mit Ray Brown, Max Roach, Buddy Rich und Curly Russell, Verve 2-2506IMS(2LP)
- The Amazing Bud Powell, Volume 1; 1949–51, mit Roy Haynes, Tommy Potter, Fats Navarro, Sonny Rollins u. a., Blue Note BLP 1504
- Bud! The Amazing Bud Powell (Vol. 3), mit Curtis Fuller, Paul Chambers und Art Taylor, Blue Note
- The Scene Changes; 1958, mit Paul Chambers und Art Taylor, Blue Note BNJ71004(+CD)
- The Complete Essen Jazz Festival Concert; 1960, mit Kenny Clarke, Coleman Hawkins, Oscar Pettiford, Black Lion BLP 60105 (+CD)
- Paris-New York; Verve 1960 (mit Pierre Michelot (bs), Kenny Clarke (dr)) 1964 (mit John Ore (bs), J. C. Moses (dr))
- 1962 Copenhagen (SteepleChase, ed. 2021)

## Kompositionen
Bekannte Kompositionen Bud Powells waren Webb City, Bouncing With Bud, Un Poco Loco, Dance of the Infidels, Celia, Strictly Confidential, Glass Enclosure, Hallucinations und Parisian Thoroughfare.